# Bolschewistische Kurkapelle schwarz-rot
Die Bolschewistische Kurkapelle schwarz-rot ist eine Musikgruppe aus Berlin. In unterschiedlicher Besetzung, aber immer mit einer deutlichen Dominanz der Blechbläser, hat sie vor allem Arbeiterlieder im Repertoire, die sie neu interpretiert.

## Bandgeschichte
Die Gruppe wurde 1986 in Ost-Berlin als Nachfolger der Liedtheatergruppe Karls Enkel mit dem Anspruch gegründet, Arbeiterlieder wieder hörbar zu machen und sowohl aus der bloßen Folklore als auch der politischen Propaganda der Deutschen Demokratischen Republik (DDR) zu befreien. Beeinflusst wurde die Band durch die Ideen von Erwin Piscator.
Die Kapelle teilte sich im Sommer 2010 in zwei Sektionen. Eine firmiert weiterhin als Bolschewistische Kurkapelle schwarz-rot, die andere Sektion tritt seit 2012 unter dem Namen „Sogenannte Anarchistische Musikwirtschaft“ auf.

## Repertoire
Im Mittelpunkt stehen Interpretationen der Arbeiterlieder, beispielsweise von Hanns Eisler oder Hermann Scherchen. Die Kurkapelle spielt diese unter dem Einsatz von Blechbläsern, versetzt sie in treibende Rhythmen und macht sie lebendig und tanzbar. Obwohl gerade auf Konzerten die Lieder mit satirischen Einlagen kombiniert werden, werden sie doch nie in die Lächerlichkeit gezogen.
Neben Arbeiterliedern nehmen die Werke der Band Ton Steine Scherben bzw. Kompositionen von Rio Reiser eine herausragende Rolle ein. Darüber hinaus spielt die Gruppe auch eine Reihe von Eigenkompositionen, Werke verschiedener Künstler der Popmusik als auch Kompositionen der klassischen Moderne. Grundsätzlich stehe der „programmatisch-politische Anspruch“ im Vordergrund, die Band möchte sich nicht auf ein reines Spaßprogramm beschränken lassen.
Der Schwerpunkt der Bolschewistischen Kurkapelle liegt eher in Live-Auftritten. Neben der Beteiligung an einigen Samplern produzierte sie beim Label Buschfunk einige Aufnahmen.

## Diskografie
- Werke (1994)
- Tänze (2000)
- Kurkonzerte (2003)
- Kämpfe (2008)[3]
- Macht zur Frage (2018)